# Spilogona marginifera
Spilogona marginifera är en tvåvingeart som beskrevs av Willi Hennig 1959. Spilogona marginifera ingår i släktet Spilogona och familjen husflugor. Arten är reproducerande i Sverige. Inga underarter finns listade i Catalogue of Life.